# Pavoclinus laurentii
Pavoclinus laurentii är en fiskart som först beskrevs av John Dow Fisher Gilchrist och Thompson, 1908.  Pavoclinus laurentii ingår i släktet Pavoclinus och familjen Clinidae. Inga underarter finns listade i Catalogue of Life.